# Río Michinmávida
El río Michinmávida es un curso natural de agua que nace las laderas sur del volcán homónimo y fluye en la Región de Los Lagos hasta desembocar en la ribera norte del río Yelcho.

## Historia
Luis Risopatrón lo describe en su Diccionario jeográfico de Chile (1924):: 554 
Michinmávida (Río). Tiene sus nacimientos en los campos de hielo de las faldas sur del volcán del mismo nombre, recorre una llanura boscosa, arrastra en su curso, corto pero correntoso, gran cantidad de arenas i guijarros i afluye con agua turbia de 6,5 °C de temperatura (13,8 °C era la del aire), en un lecho de 15 m de ancho a la márjen N de la parte media del río Yelcho.
En la entrada para el volcán Michinmavida, Risopatrón advierte que también es conocido como Minchinmávida, Challapirén, Minchmávida, Michinmávida y otros nombres similares.